# Simón Cruz Mondejar
Simón Cruz Mondejar (* 23. April 1976) ist ein spanischer Badmintonspieler. Er ist links oberhalb des Knies beinamputiert und startet im Parabadminton in der Startklasse SL3 im Einzel und Doppel.

## Sportliche Laufbahn
Simón Cruz erlitt 1999 bei einem Arbeitsunfall derart schwere Beinverletzungen, dass sein linkes Bein oberhalb des Knies amputiert werden musste. Nach seinem Unfall begann er zunächst mit dem Schwimmsport, kam aber später zum Parabadminton und nahm erstmals 2007 in Bangkok an einer Badminton-Weltmeisterschaft für Behinderte teil. Cruz gewann 2008 in Dortmund bei der Badminton-Europameisterschaft für Behinderte im Einzel Bronze. Zwei Jahre später im Schweizer Filzbach errang er Silber im Doppel und erneut Bronze im Einzel. Bei der WM 2011 in Guatemala-Stadt erreichte Cruz das Finale, in dem er dem Südkoreaner Kim Chang-man unterlag. 2012 bei der EM in Dortmund gewann er Bronze im Einzel. 2014 in Murcia holte er bei der EM mit Jan-Niklas Pott im Doppel Gold und im Einzel gegen Daniel Bethell Silber. Bei der EM 2016 im niederländischen Beek gewann er mit Marcel Adam Silber im Doppel.